# Небовидов, Викторин Васильевич
Викторин Васильевич Небовидов (1875 — ?) — ветеринар, депутат Государственной думы II созыва от Ставропольской губернии.

## Биография
Родился в семье священника. Выпускник Ставропольской духовной семинарии. Был учителем церковно-приходского училища в селе Баранниковском в течение 3 лет. Служил надзирателем Ставропольского духовного училища (1 год). Поступил и в 1904 году стал выпускником Харьковского ветеринарного института. Служил ветеринарным врачом Калиновского участка с годовым жалованьем 1200 рублей. Учредил в Калиновке сельскохозяйственное общество и кредитное товарищество. В момент выборов в Думу оставался внепартийным.
7 февраля 1907 года избран в Государственную думу II созыва от общего состава выборщиков Ставропольского губернского избирательного собрания. Вошёл в состав Трудовой группы и фракции Крестьянского союза. Состоял в думских бюджетной комиссии и комиссии по местному управлению и самоуправлению. Выступил с предложением об изъятии из повестки дня вопроса об осуждении Государственной Думой. политических убийств и террора.
Дальнейшая судьба и дата смерти неизвестны.

### Архивы
- Российский государственный исторический архив. Фонд 1278. Опись 1 (2-й созыв). Дело 294; Дело 613. Лист 6.